# Jandarmeria Română

Signet der Jandarmeria Română

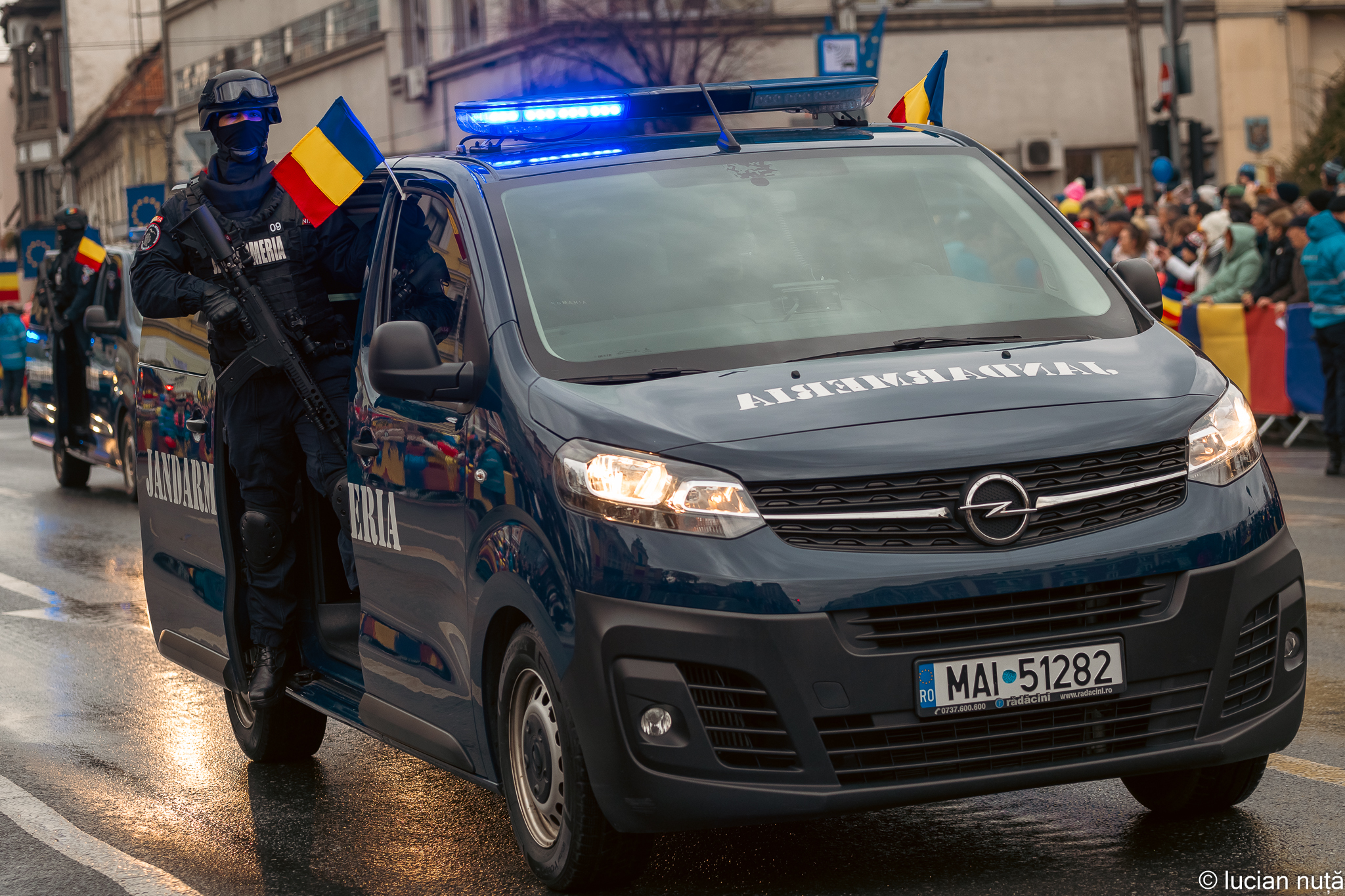
Opel Vivaro der Jandarmeria

Die Jandarmeria Română ist die nationale Gendarmerie Rumäniens. Sie ist eine der beiden großen Polizeikräfte des Landes (die andere ist die Poliția Română), die für die Zivilbevölkerung zuständig sind. Die Gendarmerie ist dem Innenministerium unterstellt und nicht für die rumänischen Streitkräfte zuständig. Diese Aufgabe liegt bei der Militärpolizei (Poliţia Militară), die den rumänischen Landstreitkräften (Forțele Terestre Române) unterstellt ist. 

## Geschichte
Die rumänische Gendarmerie führt ihre Geschichte auf die 1850 durch Fürst Grigore Alexandru Ghica von Moldau gegründete Corp de jandarmi zurück. Bis zum Ende des Zweiten Weltkriegs übernahm die Gendarmerie neben der Zuständigkeit für den Polizeidienst in ländlichen Gebieten auch die Aufgaben einer Militärpolizei. Unter dem kommunistischen Regime wurde am 23. Januar 1949 die Gendarmerie aufgelöst. Nach dessen Sturz 1989 wurde die Jandarmeria Română am 5. Juli 1990 wieder errichtet. Seit dem 17. Dezember 2008 ist die rumänische Gendarmerie  Vollmitglied der Europäischen Gendarmerietruppe.

## Organisation
Die rumänische Gendarmerie ist in 41 Inspektorate unterteilt, die den einzelnen Kreisen (Județ) entsprechen, sowie in die Generaldirektion der Gendarmerie in Bukarest. Inspector-General ist aktuell Brigadegeneral Alin-Ionel Mastan.
Zusätzlich gibt es acht mobile Gendarmeriegruppen (Grupări Mobile) mit Standorten in Bacău, Brașov, Cluj Napoca, Constanța, Craiova, Ploiești, Târgu Mureș und Timișoara und die 2002 aufgestellte Brigada Specială de Intervenție a Jandarmeriei,  eine Spezialeinheit.